# Neil Meron
Neil Meron (* 26. Oktober 1955 in Brooklyn, New York City) ist ein US-amerikanischer Filmproduzent, bekannt für die Filme Chicago (2002) und Hairspray (2007). Zusammen mit Craig Zadan leitet er Storyline Entertainment.

## Leben
Neil Meron besuchte die Samuel J. Tilden High School in Brooklyn und anschließend das Brooklyn College, das er 1976 abschloss. Er wurde Craig Zadans Assistent und die beiden produzierten Musicals im SoHo Ballroom. Die beiden erweckten so das Interesse von Joseph Papp, der sie ans Public Theater in New York holte. Anschließend arbeiteten die beiden für Peter Gruber. Zadan ging 1979 nach Hollywood und Meron folgte ihm drei Jahre später. Mitte der 1980er gründeten die beiden Storyline Entertainment und produzierten für Kino und Fernsehen.
In den 1990ern waren vor allem ihre Arbeiten fürs Fernsehen populär. Sie produzierten erfolgreiche Fernsehfilme mit Star-Aufgebot für CBS und ABC. Am populärsten wurde der Film Gypsy mit Bette Midler, eine Verfilmung des gleichnamigen Musicals, nominiert für 12 Emmys und einen Golden Globe. Auch die Disney-Produktion Cinderella mit Whitney Houston und Brandy wurde von Meron produziert.
Die Hauptarbeit der beiden machte Musicals aus, aber sie produzieren auch Biopics.
2013 produzierten die beiden die 85. Oscarverleihung.
Neil Meron war zusammen mit Zadan achtmal für den Emmy nominiert. Beide erhielten 2008 den Career Achievement Award der Casting Society of America.

## Filmografie
Als Filmproduzent
- 1991: Teen Agent – Wenn Blicke töten könnten (If Looks Could Kill)
- 2007: Hairspray
- 2007: Das Beste kommt zum Schluss (The Bucket List)
- 2011: Footloose
- 2013: Oscarverleihung 2013
- 2014: Oscarverleihung 2014
- 2015: Oscarverleihung 2015
- 2022: 13: Das Musical (13: The Musical)
- 2022: Monster High: Der Film (Monster High: The Movie, Fernsehfilm)

Als Executive Producer
- 1993: Gypsy (Fernsehfilm)
- 1996: Ein Präsident für alle Fälle (My Fellow Americans)
- 1997: Cinderella (Fernsehfilm)
- 1999: Annie (Fernsehfilm)
- 2002: Chicago
- 2003–2004: Absolut relativ (It’s All Relative, Fernsehserie, 22 Episoden)
- 2005: GLAAD Media Awards 2005
- 2008: A Raisin in the Sun (Fernsehfilm)
- 2009–2013: Drop Dead Diva (Fernsehserie, 53 Episoden)
- 2012: Smash (Fernsehserie, 15 Episoden)